# 安土宗論

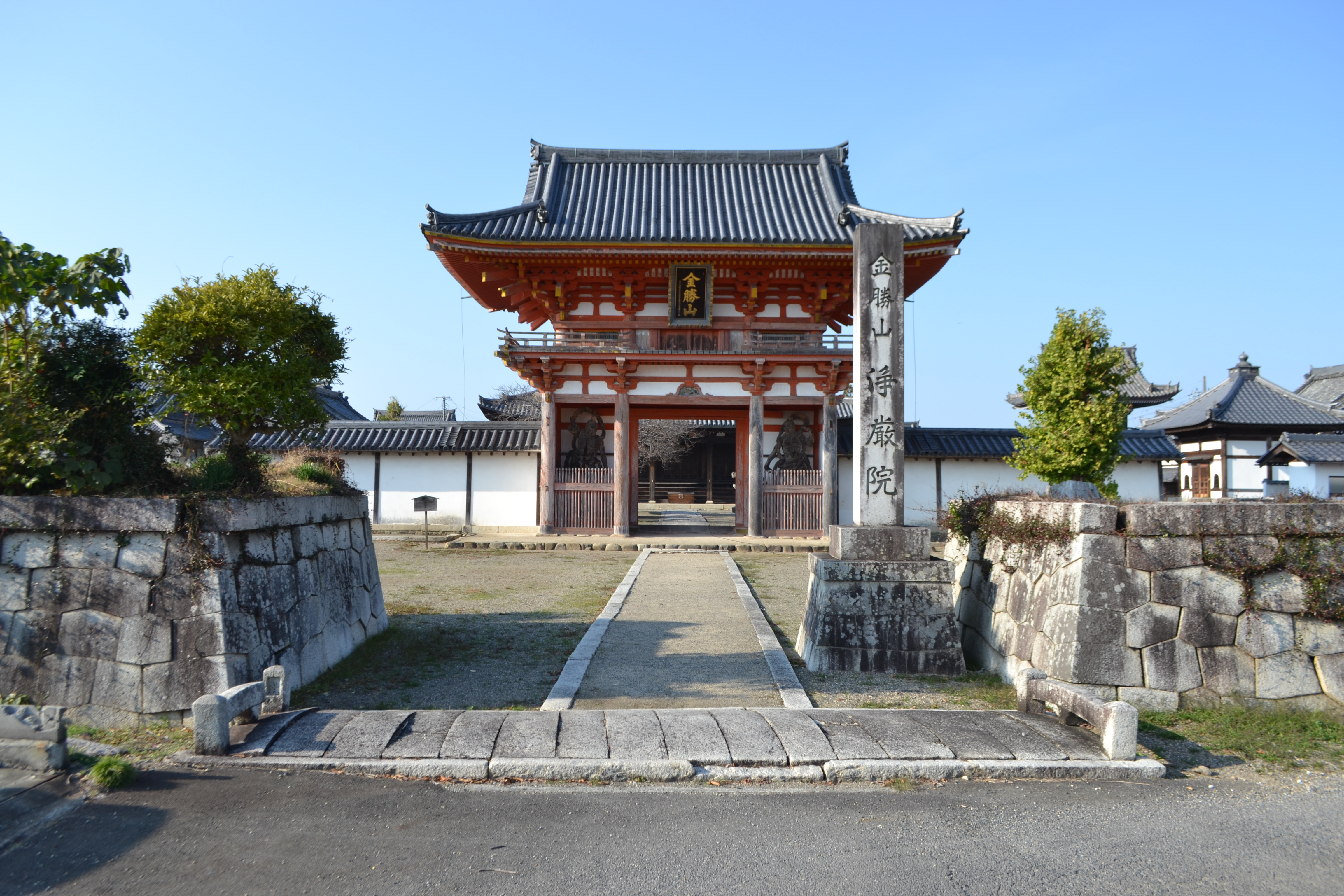
安土宗論が行われた浄厳寺（滋賀県近江八幡市）

安土宗論（あづちしゅうろん）は、1579年（天正7年）、安土城下の浄厳院で行われた浄土宗と法華宗の宗論。安土問答とも称される。織田信長の斡旋により、浄土宗の僧ら（玉念・貞安・洞庫）と、法華僧ら（日珖・日諦・日淵）の間で行われた。
信長の望まぬ騒動であったため、敗れたとされた法華宗は処罰者を出した上、以後他宗への法論を行わないことを誓わされる結果となった。
法華宗は、信長の意図的な弾圧によるものとした。

## 宗論の契機
『信長公記』等に依ると、事の発端は、1579年（天正7年）5月中旬、浄土宗浄蓮寺の霊誉玉念（れいよぎょくねん）という長老が上方へ出てきて安土の町で説法をしていたときのことである。そこに法華宗信徒の建部紹智と大脇伝介が議論をふっかけた。霊誉長老は「年若い方々に申し開きを致しましても、仏法の奥深いところは御理解できますまい。お二人がこれぞと思う法華宗のお坊様をお連れ下されば、返答いたしましょう」と答えた。
説法の期間は7日の予定だったが、11日に延長して法華宗の方へ使者を出させた。法華宗の方も、では宗論をやろうと京都の頂妙寺の日珖、常光院の日諦、久遠院の日淵、妙顕寺の大蔵坊、堺の油屋の当主の弟で、妙国寺の僧普伝という歴々の僧たちが来る事になった。
そしてこの噂が広まり、京都・安土内外の僧俗が安土に集まると騒ぎは大きくなり、信長も伝え聞く事になる。信長は「当家の家臣にも法華の宗徒は大勢いるので、信長の考えで斡旋をするから、大袈裟な事はせぬ様に」と、菅屋長頼・矢部家定・堀秀政・長谷川秀一らを使者として両宗に伝えた。しかし、浄土宗側ではどの様な指示でも信長に従うと返答したが、法華宗側は宗論に負けるわけがないと驕って従わず、ついに宗論をすることになってしまう。
そこで信長は「それなら審判者を派遣するから、経過を書類にして勝負の経過を報告せよ」と申しつけ、京都五山の内でも指折りの博学で評判の、日野に住む臨済宗南禅寺・建仁寺長老・鉄叟景秀（てつそうけいしゅう）を審判者に招いた。そして折り良く因果居士（いんがこじ）が安土に来ていたので、彼も審判に加え、安土の町外れに有る浄土宗の寺浄厳院の仏殿において宗論を行った。
寺内の警備に、津田信澄・菅屋長頼・矢部家定・堀秀政・長谷川秀一の5人を派遣。法華宗側はきらびやかな法衣を着飾り、頂妙寺日珖、常光院日諦、寂光寺日淵、妙国寺普伝、そして妙顕寺の大蔵坊の5人が記録係として、法華経八巻と筆記用具を持って登場。
浄土宗側は、黒染めの衣で、質素ないでたち、霊誉と、安土田中の西光寺の聖誉貞安（せいよていあん）、正福寺信誉洞庫、知恩院一心院助念の4人が筆記用具を持って登場。法論の出席者は以下の通り。
- 浄土宗側 - 霊誉玉念（浄蓮寺）、聖誉定（貞）安（西光寺）、信誉洞庫（正福寺）、助念（知恩院、記録者）
- 法華宗側 - 日諦（常光院）、日珖（頂妙寺）、日淵（久遠院）、普伝（妙国寺）、久遠院大蔵坊（記録者）
- 判定者 - 鉄叟景秀（南禅寺、建仁寺）、華渓正稷（南禅寺帰雲院）、仙覚坊（法隆寺）、（因果居士）
- 名代 - 津田信澄
- 奉行 - 菅屋長頼、堀秀政、長谷川秀一
- 目付役 - 矢部家定、森蘭丸

## 法論の内容
問答の内容は『信長公記』に依ったが、読みやすいように適宜句読点を打ち、片仮名を平仮名に改め、送り仮名をふった。
- 関東の貞誉長老は「予の云ふ為に候間申すべし」と仰せられ候を、田中の貞安、早口にて初問を置かれ、其れにより互ひの問答を書き付る。

（霊誉が「私が言い出した事なので、私から発言しましょう」と言ったのを、貞安が遮り、早口で問いを発した。）
- 貞安問云ふ　法華八軸の中に念仏有りや。

（『妙法蓮華経』全8巻の中に、「念仏」ということは出てくるのか？）
- 法華云ふ　答、念仏之れ有り。

（「念仏」ということは説かれている。）
- 貞安云ふ　念仏の義有らば、何ぞ無間に落つる念仏と法華に説くや。

（法華経に念仏が説かれているのに、なぜ法華宗では「念仏を唱えれば無間地獄に落ちる」と説いているのか？）
- 法華云ふ　法華の弥陀と浄土の弥陀は一体か、別体か。

（法華宗でいうところの阿弥陀仏と、浄土宗でいうそれとは、同じものなのか？それとも別のものか？）
- 貞安云ふ　弥陀は何くに有る弥陀も一体よ。

（阿弥陀仏はどこにあろうと、同一のものでしょうよ）
- 法華云ふ　さては浄土門に法華の弥陀を捨閉閣抛と捨つるや。

（それならば、なぜ浄土宗では、法華宗でいう阿弥陀仏を「捨閉閣抛」などといって捨てようとするのか？）
- 貞安云ふ　念仏を捨てよと云ふに非ず。念仏を修する機の前に、念仏の外の捨閉閣抛と云ふなり。

（捨閉閣抛せよというのは、念仏を捨てよと言っているのではない。念仏をする前に、念仏以外の行いを捨てよという意味である。）
- 法華云ふ　念仏を修する機の前に、法華を捨てよと云ふ経文有りや。

（念仏をする前に、法華の教えを捨てよという経文があるのか？）
- 貞安云ふ　法華を捨つると云ふ証文こそあれ、浄土経に云ふ善立方便顕示三乗と云々。又一向専念無量寿仏云々。

（もちろん、法華の教えを捨てよという経文はある。たとえば、浄土三部経には「善く方便を立て、三乗を顕示す」とある。また、「一向に無量寿仏に専念すべし」ともある。）
- （法華云ふ）[注釈 4]法華の無量之儀経に以方便四十余年未顕真実と云へり。

（『無量義経』には、釈尊が「40年あまりにわたって説法をしてきたが、まだ真実の教えは顕していない」と説いたとある。）
- 貞安云ふ　四十余年の法門を以て、爾前を捨て、方座第四の「妙」の一字は捨つるか、捨てざるか。

（釈尊が40年あまりの説法を経て、以前の教義を捨てたというのであれば、方座第四の「妙」も捨てるのか？それとも捨てないのか？）
- 法華云ふ　四十余年四妙之中には何ぞや。

（40年余の説法中のどこに、また4つの妙のどこにある「妙」か？）
- 貞安云ふ　法華の妙よ。汝知らざるか。

（法華の「妙」ですよ。あなたは知らないのか？）
- 此の返答、之無く閉口す。

（法華宗側は貞安の問に答えられず、口を閉ざした。）
- 貞安亦云ふ　捨つるか、捨てざるか。

（貞安は重ねて「捨てるのか、捨てないのか？」と詰問した。）
- 尋ねし処に無言す。

（問われても法華宗側は答えられず、黙ったままだった。）
- 其の時、判者を始め満座一同に焜と笑ひて、袈裟を剥取る。天正七己卯年五月廿七日辰刻

（すると、判定者をはじめ群衆は大笑いして、法華宗の僧たちが着ていた袈裟を剥ぎ取った。天正7年5月27日、辰の刻の出来事であった。）

## 宗論後
宗論が終った直後、頂妙寺の日珖は「妙」の一字に答えられず、群集に打擲され、法華八巻は破り捨てられた。法華宗の僧や宗徒達は逃げたが、彼らを津田信澄らが捕え、宗論の記録を信長のもとへ届けた。信長は時を移さず、安土から浄厳院へ出向き、法華宗・浄土宗の当事者を召し出して、霊誉と聖誉に扇と団扇を贈り、褒め称えた。審判者の景秀鉄叟には杖を進呈した。
そして大脇伝介を召しだして「一国一郡を支配する身分でもすべきことではないのに、お前は俗人の塩売りの町人ではないか。この度は霊誉長老の宿を引き受けたにもかかわらず、長老の応援もせず、人に唆されて問答を挑み、京都・安土内外に騒動を起こした。不届きである」と、厳重に申し渡して真っ先に斬首した。
また、普伝を召しだして彼の業績を問いただした。普伝は一切経のどこにどんな文句があるか諳んじるほど博識であるが、何宗にも属していない。彼の行状は、小梅の小袖や摺箔の衣装など結構な物を着て、ぼろぼろになると、仏縁を結ぶと称して人々に与えていたそうである。得意顔をしていたが、よく調べてみるとそれらは値打ちのないまがい物であった。博識の普伝が納得して法華宗に入ったとなれば、法華宗は繁栄するからと懇願され、金品を受け取ってこの度法華宗に属したのであり、嘘をついていたわけである。信長は「今度の宗論に勝ったら、一生不自由しないようにしてやろうと法華宗から約束をされ、金品を受け取って、役所にも届を出さずに安土に来た事は、日頃の言い分に反し、不届きである」と述べ、さらに「宗論の場では己は発言せず、他人に問答をさせて、勝ち目になったらしゃしゃり出ようと待ち構えていた。卑劣な企みで、真にけしからぬ」と追及し、普伝の首も斬った。
残った法華宗の歴々の僧たちへは、次のように言い渡した。「大体、兵達は軍役を日々勤めて苦労しているのに、僧職の者達は寺庵を結構に造り、贅沢な暮らしをしている。それにも関わらず、学問もせず『妙』の一字にも答えられなかったのは誠に許し難い。ただし法華宗は口が達者である。後日、宗論に負けたとは多分言うまい」、そして「宗門を変更して浄土宗の弟子になるか、さもなくば、この度宗論に負けた以上は今後は他宗を誹謗しない、との誓約書を出すがよい」と申し渡した。詫び証文の概要は以下の通りであった。
敬白　起請文（きしょうもん）の事
1. 今度（このたび）近江の浄厳院に於いて浄土宗と宗論を致し、法花宗が負け申すに付いて、京都の坊主普伝、並びに塩屋伝介が仰せ付けられ候事。
2. 向後他宗に対し一切法難（非難）致し可からざる之事（今後は、他宗に対し決して非難は致しません）。
3. 法花一分之儀立て置かる可き之旨、忝く存じ奉り候（法華宗に寛大な御処置を賜りまして、誠に有り難い想いです）、法花上人衆、一先牢人仕り、重ねて召し置かるゝの事（私共法華宗の僧はいったん宗門を離れ、改めて御許可を得てから前職に就かせて戴きます）。

天正七年五月二十七日　　　法花宗
上様、浄土宗様
このような証文を出した上に「宗論に負けました」と書いてしまったので、後の代まで法華宗が負けたことを聞き知ることになった。別の文句が幾らでもあったのに失敗した、と歴々の僧たちが後悔していると伝え聞いて、世人はこれを笑い者にした。
以上、『信長公記』の記述による。
建部紹智は堺の港まで逃げたが捕縛された。この度の騒動は大脇伝介と建部紹智が発端となったのだから、紹智も首を斬られた。その反面、宗論に参加した三人の僧侶が処罰された形跡はなく、京都の日蓮宗寺院もその寺地すら移動させられることはなかったことから、信長が日蓮宗を敵視していなかったことがわかる。そもそも、『長篠合戦図屏風』（犬山城白帝文庫所収）に描かれた信長の旗指物の麾に「南無妙法蓮華経」と描かれていること、信長の京都における宿所として日蓮宗の寺院が使われていること（本能寺の変の舞台となった本能寺も日蓮宗の寺院である）などから、信長が日蓮宗に帰依した可能性も含めて密接な関係にあったと考える研究者もいる。
その一方で､『信長公記』には「信長公御諚として御扱なさる」とみえ、信長が日蓮宗と浄土宗の仲裁をしようとしていたことがうかがえる。また､『フロイス日本史』にも、信長が「なんじらがここで論争するのは、それに要する努力と費用からしても予には不必要なことに思う」とあり、宗論が行われることに積極的ではなかったのである。

## 要点

### 「妙」の意味
この宗論で最大の論点となるのは「方座第四の『妙』」という言葉である。この宗論は一般的に信長の策略により、浄土宗側の意味不明なその言葉・発言に嵌められたと解釈されている。古来より法華宗側では、この発言を「貞安の卑怯な手」で相手を煙に捲いたとしている。
また他の法華系宗派では、下記のように説明している。
1. 華厳の妙
2. 阿含の妙
3. 方等の妙
4. 般若の妙

上記4点を総称して爾前（法華経より前）の妙といい、法華の妙と対比すると説明し、五時八教の教相判釈では、浄土三部経は方等部に位置付けられるから、方座「第三」の妙と言うべき所を、方座「第四」の妙と嘘をつき、捨てるか捨てないのかと質問した詐欺師だ、などと判じている。この質問に混乱した法華側が1～4のどの妙の話なのかと問い返した所、浄土側は嘘に嘘を重ねて法華の妙だと回答したので、法華側が思考停止に陥ってしまった。
日蓮宗の田中智學は「こんな事は全く話にならない、それこそ御釈迦様でも気がつかない事だ。知って居るのは、世界中に唯一人、劫初（こうしょ＝この世の初め）以来何億万年にも誰一人、その唯の一人しか知るものは無い、それは大雲院開山教蓮社退魯大和尚聖誉貞安上人唯一人である。『経文』にも『論文』にも『釈義』にも、かつて登録されない珍妙怪奇の『造り名目（つくりみょうもく）』を以て、相手を煙に捲かうといふのは、モー法義論談の分域を通り越して、残るところは貞安の人格問題だ」と言及し非難した。
ただし田中智學はこうも述べている。「“方座第四の『妙』”といふのは、追究したら恐らく『方等会座四教並説中第四円教所談の妙』というつもりであらう」
浄土宗の学僧、林彦明（はやしげんみょう）は「安土宗論の真相に就て」で、これを指摘した。
即ち、もしこの発言が従来より法華宗側が言っている「浄土宗側が卑怯な手を使った」のであれば、法華宗側はその場において「方座第四の『妙』」を意味不明・解釈不能であるという態度を徹底的に貫かねばならず、それをしなかった法華宗側は『造り名目』でない事を認めてしまったことになる。つまり田中智学も認める通り「方等会座（方等座）における四教並説中の『円教』に所談（語っている所）の『妙』である」。
五時八教の教判では、釈迦仏は華厳・阿含・方等・般若・法華涅槃の五時に分けて教えを説いたが、方等時で「蔵・通・別・円」の四教を並説したとされる。このうち「蔵・通・別」は小乗の教えで、第4番目の「円」が大乗の最高の教えとされる。「円教」では当然、妙（妙法蓮華経＝法華経）に象徴される完全な教えを説いたとされている。この教判は天台宗の教学で智顗が考案し、それを後の法華宗が採用継承した。
つまり、貞安の問いである「方座第四の「妙」の一字を捨てるか、捨てざるか」というのは、「もし天台教学の考えを以って、法華以前の教えをすべて“方便（真実に導く手だて・手段）”として否定するなら、方等時において説いた円教＝妙も捨てるのか、捨てないのか？」というのが真相であるとされる。
従って、他の法華宗派が解釈する「方座『第三』の妙と言うべき所を、方座『第四』の妙と嘘をついた」というのは、単なる誤解であり、第四とは「蔵・通・別・円」の「円教＝妙」のことであり、また田中智学が述べた「造り名目」でもないことが明らかと指摘されている。
また法華宗側の日珖・日諦が、後に詫び証文を書いた（書かされたとも解釈される）のは、「方座第四の「妙」」の意味すら分らなかったからに他ならず、だからこそ素直に詫び証文を書いたといわれる。